# Le Maître des paons
Le Maître des paons est un roman de Jean-Pierre Milovanoff paru en 1997 et ayant obtenu le Prix Goncourt des lycéens cette même année.

## Résumé
Un vieil écrivain presque aveugle se souvient d'un amour de jeunesse.

## Réception
Annie Coppermann, dans Les Échos, apprécie un roman « fascinant », « aux frontières du fantastique » et salue la qualité de l'écriture, notamment la description de la nature et des sentiments et la force des personnages.